# Larrea nitida
Larrea nitida (jarilla crespa) es una especie de planta de la familia de las  zigofiláceas.  Es endémica de Argentina y Chile.  

## Descripción

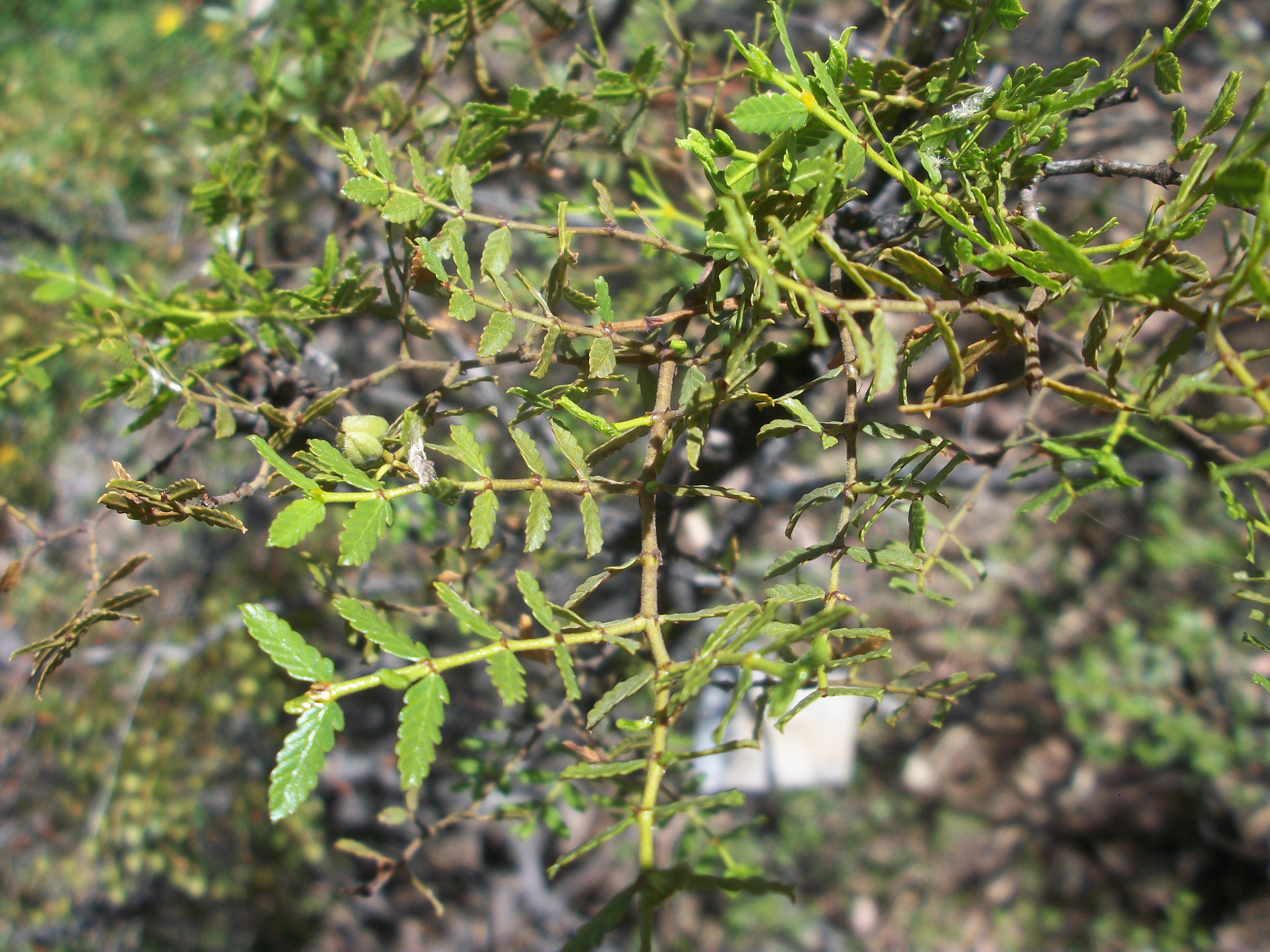
Vista de la planta

Arbusto de aspecto similar a Larrea cuneifolia y Larrea divaricata, pero con más brillo -por su mayor contenido en resinas- y en general de menor porte: 0,5-1 m (-2 m en lugares protegidos). Las hojas presentan de cinco a ocho folíolos, tienen una longitud de 0,7 a 1,3 cm, con los foliolos sésiles, asimétricos y obtusos. El fruto es una cápsula globosa de color blanco-grisáceo.

## Distribución y hábitat
Se distribuye desde las provincias de Salta hasta Chubut en Argentina, y desde la Región de Coquimbo hasta la Metropolitana en Chile. Habita en general entre 0 y 3400 m s. n. m.

## Taxonomía
Larrea nitida fue descrita por Antonio José de Cavanilles y publicado en Anales de Historia Natural 2(4): 120–122, pl. 18. 1800.
Etimología
Ver: Larrea
nitida: epíteto latíno que significa "brillante"
Sinonimia
- Larrea balsamica (Molina) I.M. Johnst.
- Mimosa balsamica Molina[4]